# Фіброзна оболонка ока

1 - Склера. 2 - Судинна оболонка. 3 - Канал Шлемма. 4 - Корінь райдужки. 5 - Рогівка. 6 - Райдужка. 7 - Зіниця. 8 - Передня камера ока. 9 - Задня камера ока. 10 - Війчасте тіло. 11 - Кришталик. 12 - Скловидне тіло. 13 - Сітківка. 14 - Зоровий нерв. 15 - Зонулярні волокна.

Фіброзна оболонка ока (лат. tunica fibrosa bulbi) — це зовнішня оболонка ока утворена склерою і рогівкою. Фіброзна оболонка має захисну функцію і надає форму очному яблуку.
Склера непрозора й охоплює задні 5/6 оболонки, прозора рогівка вкриває передню 1/6 частини фіброзної оболонки.
Рогівка поступово переходить в склеру, цей перехід називається лімбом і являє собою напівпрозоре кільце. Зовнішньою межею між склерою і рогівкою є неглибока борозна склери (sulcus sclerae). У товщі цієї ділянки розташовані елементи дренажної системи ока: трабекулярна сітка, шлеммів канал.